# Південна Аравія

Карта Південної Аравії і Аксума у 230 році.

Півде́нна Ара́вія (араб. جنوب الجزيرة العربية або العربية الجنوبية‎) — історико-географічна область, що розташовується на півдні Аравійського півострова і включає території сучасного Ємену, Оману і частини Саудівської Аравії (Асір, Джизан, Наджран).

## Етимологія
Ємен або al-Yaman означає "правий бік". Етимологія походить від yamin, "праворуч", тому що південь знаходиться праворуч при сході сонця, хоча ця етимологія вважається підозрілою. Інша етимологія походить від слова yumn, яке означає "щастя, радість", що підходить більше, оскільки це родючий регіон. Римляни та греки називали ці землі Arabia Felix (Аравія Родюча), на відміну від Arabia Deserta (Пустельна Аравія), та тієї, що перебувала під набатейським економічним та культурним впливом (Аравія Петрейська).

## Історія
Близько 3 тисяч років до нашої ери, в регіоні Південної Аравії, існували кілька давніх держав, які мали значний історичний вплив. Мінейське царство було одним з найстаріших міст-держав Південної Аравії і відоме своїми величними храмами та палацами. Катабан, що розташовувався на торговельному шляху, відомому як "Шлях пахощів", забезпечував інтенсивну торгівлю та культурний обмін з іншими цивілізаціями. Саба була однією з найбільш впливових і могутніх держав Південної Аравії. Саба розвивала широку торгівлю з Індією, Персією та Середземномор'ям. Легенда про Царицю Савську з Саби, яка прибула до Єрусалиму, щоб зустрітися зі Соломоном, стала епічною історією про величність цієї давньої держави. 
Ближче до нашої ери, панування хім'яритів над Південною Аравією відзначається значним політичним та економічним розвитком. Їх вплив поширився на велику територію і охоплював торгівлю ладаном, зерном та металами. Водночас, Ефіопське царство Аксум на півночі Африки почало виявляти інтерес до Південної Аравії. У 3-4 століттях н.е., ефіопський вторгнення Аксуму спричинило зміни в регіоні.
Наступне вторгнення Аксуму відбулося у 6 столітті під командуванням царя Калеба, який підкорив Південну Аравію близько 520 року. Це зумовило перехід до ефіопського впливу в регіоні. Однак, ця епоха не тривала довго, оскільки перські сили династії Сасанідів прибули морем приблизно в 575 році, витіснивши ефіопську присутність. Перське панування стало новим етапом історії Південної Аравії.
Пізніше, в 6 році після хіджри (628 рік), регіон Південної Аравії перейшов на іслам. Ісламський вплив став ключовим чинником у подальшому розвитку регіону та формуванні його культурного та політичного ландшафту.

## Населення
Населення Південної Аравії справді має складний етногенез, що відрізняє його від решти населення Аравійського півострова. Ця різноманітність народностей утворилася в результаті впливу різних етнічних груп і культур протягом багатьох століть.Одним з ключових факторів, що призвели до формування різних расових ознак у місцевих народностей, є історичні міграції і контакти з різними народами і цивілізаціями. Південна Аравія була торговельним центром і місцем перетину торговельних шляхів, що забезпечувало активний культурний обмін і змішання народностей.
Населення Південної Аравії також зберігає етнічні особливості, які відносяться до нащадків населення стародавніх держав, таких як Аусан, Катабан, Майн, Саба, Хадрамаут і Хім'яр. Ці давні царства імпонували своїм культурним і політичним впливом, що привнесло унікальні елементи до формування ідентичності місцевих народностей. Крім того, різноманітність мов є однією з важливих лінгвістичних особливостей Південної Аравії. Давні південноаравійські мови, такі як махра, сокотрі, шехрі та інші, мають свою унікальну історію і є важливим чинником формування етнолінгвістичної різноманітності в цьому регіоні. Ці етнічні, расові та лінгвістичні особливості населення Південної Аравії свідчать про багату культурну спадщину цієї області. Вони відображають історичні впливи та довготривалі процеси взаємодії між різними народами, які перетиналися на цій землі протягом тисячоліть.